# Lenox Lounge

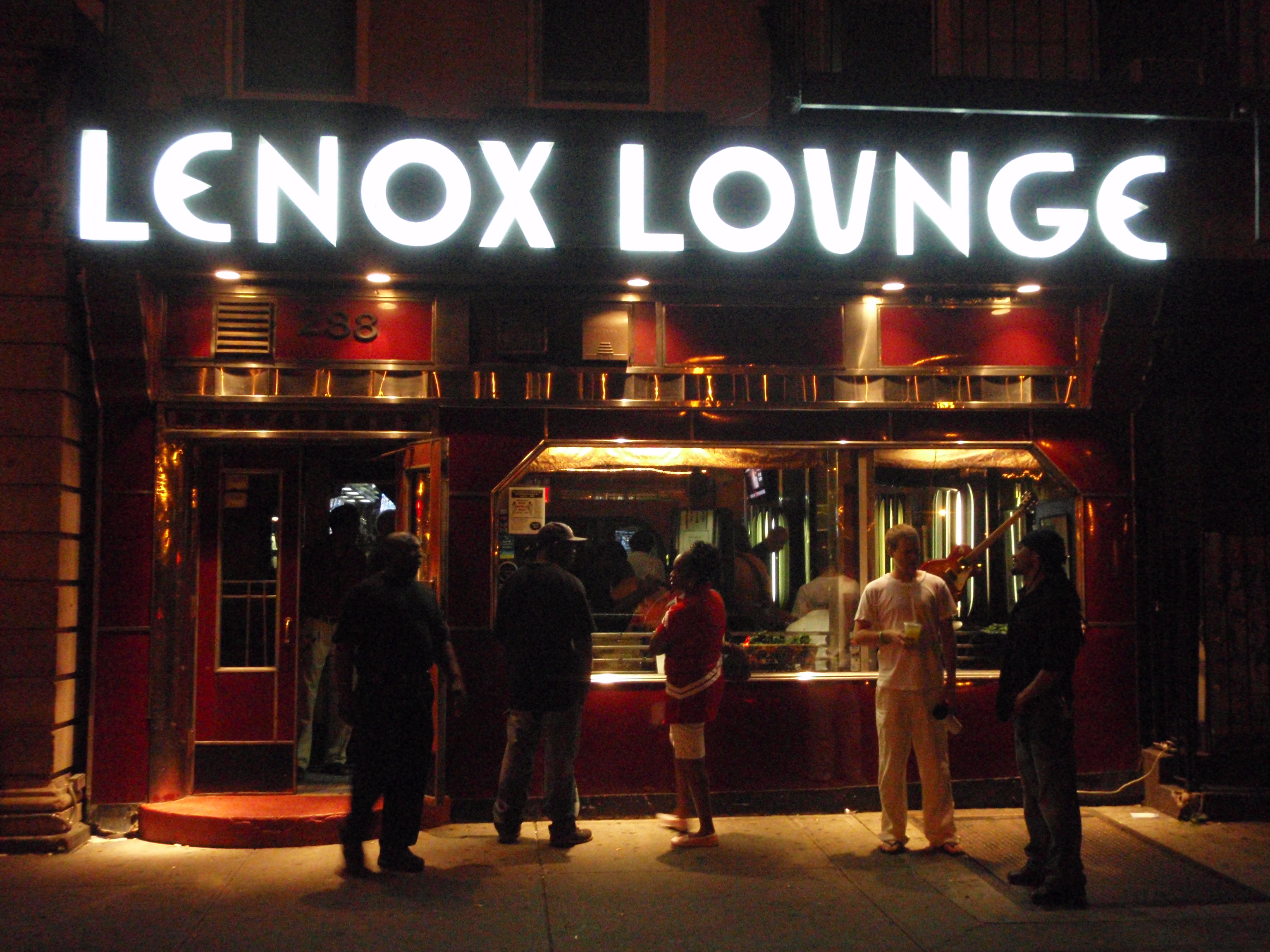
Lenox Lounge (2009)

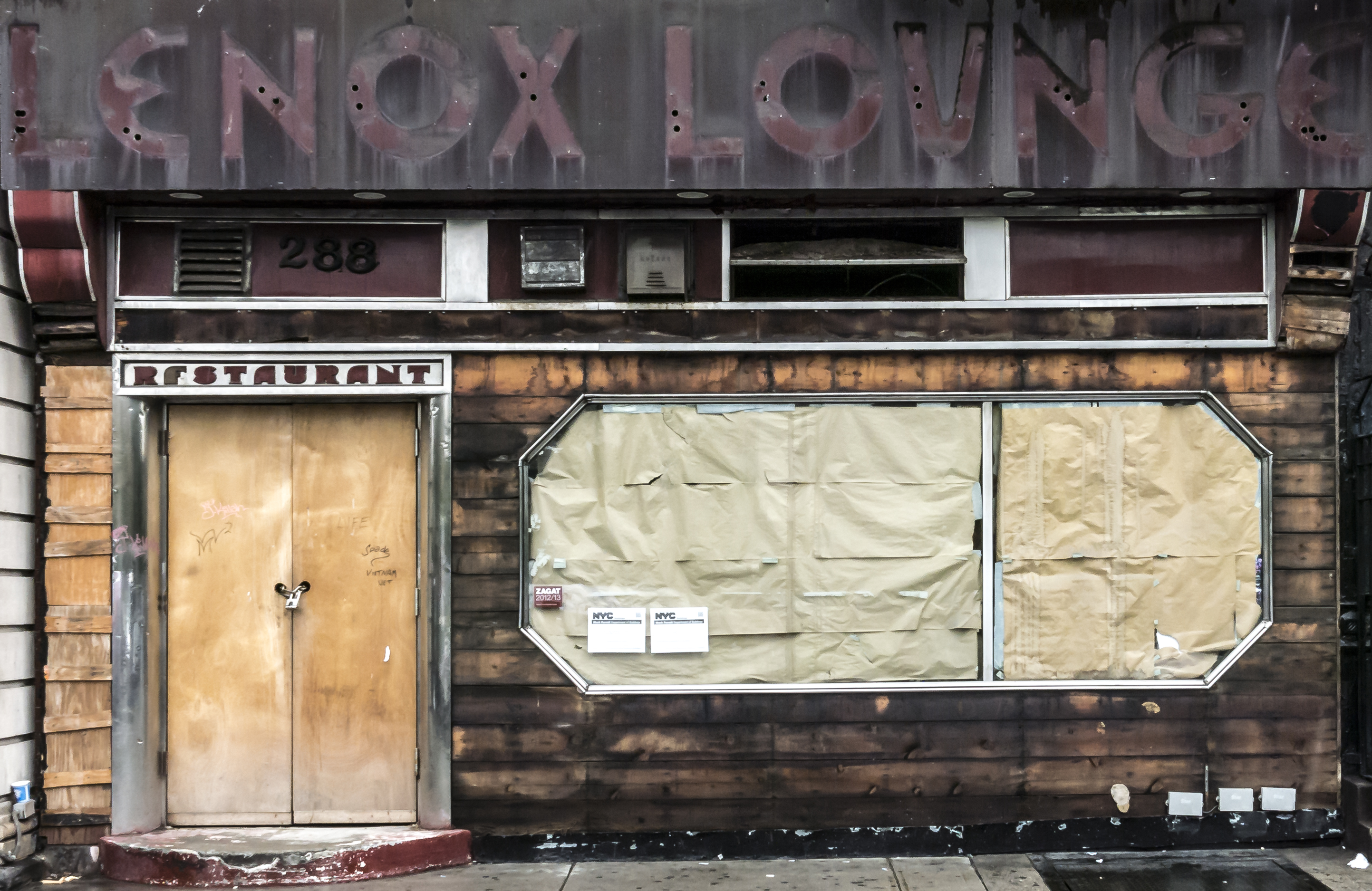
Lenox Lounge (2013)

Die Lenox Lounge ist ein Jazzclub in Harlem, New York City. Er wurde 1939 im Art-déco-Stil errichtet. Der Club ist in zwei unterschiedliche Bereiche aufgeteilt: Der Bar Room und der sogenannte Zebra Room, dessen Wanddekoration an das Muster von Zebras erinnert. Während der Bar Room täglich geöffnet ist, wird der Zebra Room vorwiegend für Jazz-Veranstaltungen genutzt. Die Lenox Lounge wurde durch Auftritte vieler bekannter Jazzmusiker wie Billie Holiday, Miles Davis und John Coltrane bekannt. Zu seinen Stammgästen sollen unter anderem die Schriftsteller James Baldwin und Langston Hughes sowie der Polit-Aktivist Malcolm X gezählt haben. Der Club verfiel in den 1960ern, wurde jedoch 1999 renoviert. Seit dieser Zeit finden wieder täglich Konzerte statt (unter musikalischer Leitung von Danny Mixon), an den Wochenenden mit international bekannten Jazzmusikern. Er diente mehrfach als Filmdrehort, unter anderem für den Spielfilm Shaft – Noch Fragen? sowie die Fernsehserien White Collar (2010) und NYC 22 (2012). Madonna drehte hier Szenen ihres Musikvideos "Secret".
Im Jahr 2012 erschienen Meldungen, dass der Club von der Schließung bedroht sei, da der Vermieter die Miete um 100 % von 10.000 $ auf 20.000 $ angehoben hat. Der Besitzer, Alvin Reed, kündigte daraufhin die Schließung des Clubs zum Jahresende an.
Die Lenox Lounge wurde am 31. Dezember 2012 geschlossen, die in Rot und Gold gehaltene Front und alle Leuchtbuchstaben des Namens nach Angaben des Gebäudebesitzers widerrechtlich vom Betreiber Alvin Reed demontiert. Der Besitzer des Namens Lenox Lounge und deren Betreiber, Alvin Reed, kündigte an, einige Straßen (333 Lenox Avenue) weiter die Lenox Lounch wieder zu eröffnen. Der neue Mieter will ebenfalls die Lenox Lounge (unter neuen Namen) im alten Stil weiterführen.
Das Gebäude wurde 2017 abgerissen und durch einen Neubau ersetzt.